# 전주우전중학교
전주우전중학교(全州雨田中學校)는 대한민국 전북특별자치도 전주시 완산구 효자동2가에 있는 공립 중학교이다.

## 학교 연혁
- 1991년 6월 25일 : 전주우전중학교 설립 인가
- 1993년 3월 2일 : 개교(11학급)
- 2008년 7월 15일 : 강당 및 급식소 준공
- 2023년 1월 3일 : 제28회 졸업식(178명, 총 7,435명)
- 2024년 9월 1일 : 제11대 이은경 교장 부임

## 참고 자료
- 전주우전중학교 - 한국교육학술정보원 학교알리미